# Лагунов, Дмитрий Алексеевич
Дми́трий Алексе́евич Лагуно́в (15 сентября 1888 — 10 февраля 1942) — российский и советский футболист, игравший на позиции защитника.

## Биография
Выступал за петербургские (позднее ленинградские) клубы «Коломяги», «Спорт», «Петровский», «Спартак» и «Красный судостроитель».
За сборную Российской империи сыграл один матч против Норвегии (1:1).
Погиб во время блокады Ленинграда в Великой Отечественной войне.
Брат Лагунов Виктор Алексеевич (14.04.1987) также был футболистом, выступал за клубы «Петровский» и «Спорт».